# Rick Cosnett

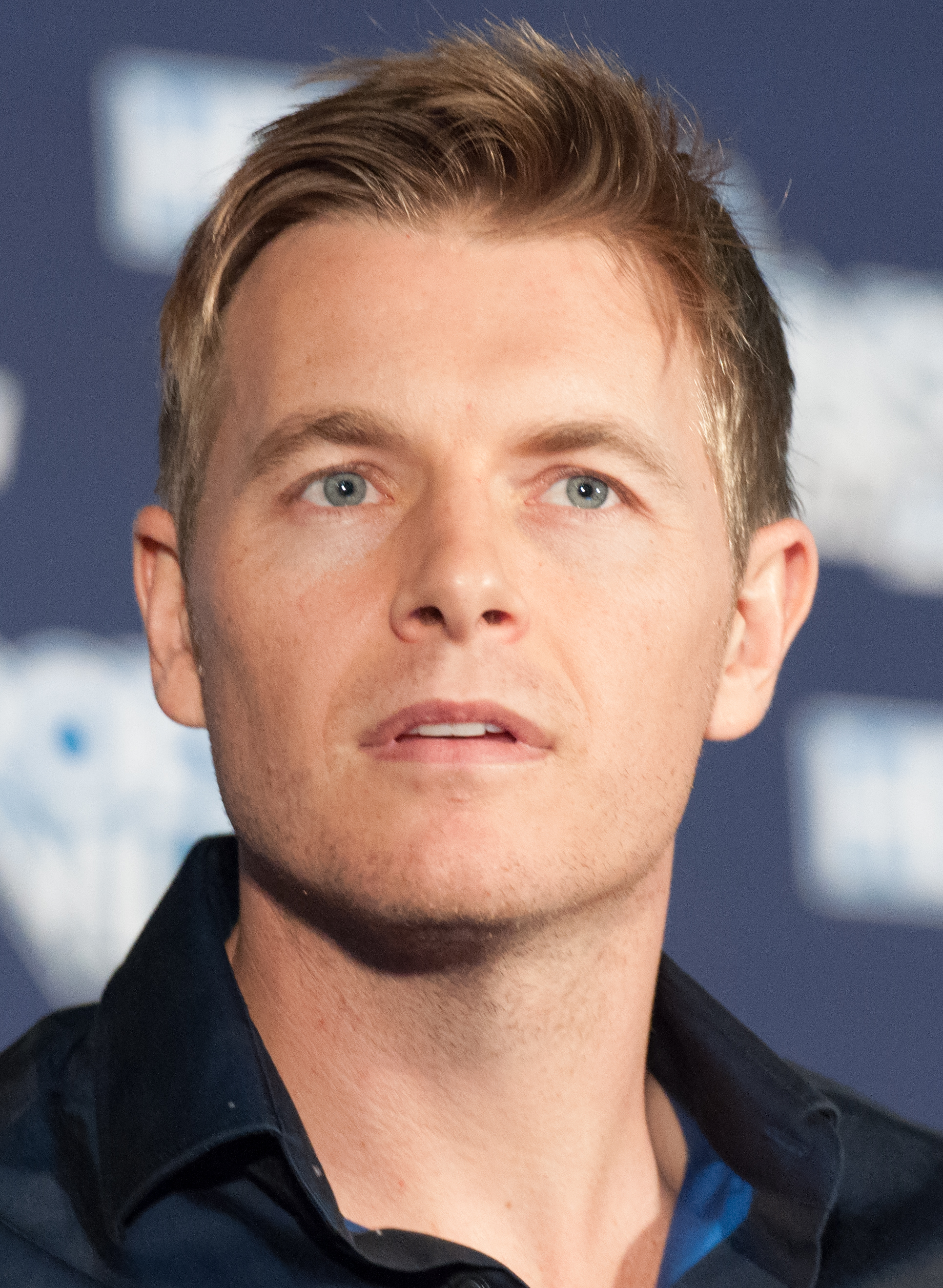
Rick Cosnett (2016)

Richard James Cosnett (* 6. April 1983 in Australien) ist ein australischer Schauspieler.

## Leben
Rick Cosnett wurde im April 1983 geboren. Nach der Geburt zog er mit seiner Familie nach Simbabwe. Später kehrte er nach Australien zurück und besuchte dort eine Schule. Sein Urgroßvater war der Leiter der Royal School of Music. Er hat zwei Schwestern und ist ein Cousin von Hugh Grant.
Nach der Schule studierte er am BFA Acting at QUT. Seine ersten Schauspielerfahrungen sammelte er im Theater, bevor er 2005 eine Nebenrolle in der Fernsehserie Headland bekam. Es folgte eine Gastrolle in East West 101. 2008 wurde er durch die Rolle des Will Tullman in der Miniserie The Trojan Horse einem größeren Publikum bekannt. Zwischen 2008 und 2009 nahm er an der australischen Reality-Show The New Inventors teil. Danach war er in einigen Kurzfilmen zu sehen.
2013 konnte er sich eine Nebenrolle in der US-amerikanischen Mystery-Fernsehserie Vampire Diaries als Dr. Wes Maxfield sichern. 2014 wurde Cosnett für die Rolle des aus den DC Comics bekannten Eddie Thawne in der Superheldenserie The Flash des US-Senders The CW verpflichtet, in der er von Oktober 2014 bis Mai 2015 zu sehen war sowie 2016 und 2017 jeweils einen Gastauftritt hatte. Von 2015 bis 2016 war er als Elias Harper in der Serie Quantico zu sehen. Im Februar 2020 outete sich Cosnett als homosexuell.

## Filmografie (Auswahl)
- 2005: Headland (Fernsehserie, 3 Episoden)
- 2007: East West 101 (Fernsehserie, Episode 1x02)
- 2008: The Trojan Horse (Miniserie, 2 Episoden)
- 2013–2014: Vampire Diaries (The Vampire Diaries, Fernsehserie, 13 Episoden)
- 2014–2017, 2022–2023: The Flash (Fernsehserie, 33 Episoden)
- 2015–2016: Quantico (Fernsehserie, 10 Episoden)
- 2016: Castle (Fernsehserie, Episode 8x21)
- 2017: Skybound
- 2022: Master Gardener
- 2024: 9-1-1: Notruf L.A. (9-1-1, Fernsehserie, Staffel 7)
- 2024: Palm Royale (Fernsehserie)